# Лаверн
Лаве́рн (фр. Lavernhe) — колишній муніципалітет у Франції, у регіоні Окситанія, департамент Аверон. Населення — 238 осіб (2011).
Муніципалітет був розташований на відстані близько 510 км на південь від Парижа, 150 км на північний схід від Тулузи, 35 км на схід від Родеза.

## Історія
До 2015 року муніципалітет перебував у складі регіону Південь-Піренеї. Від 1 січня 2016 року належав до нового об'єднаного регіону Окситанія.
1 січня 2016 року Лаверн, Бюзен, Лапануз, Рекуль-Превінк'єр i Северак-ле-Шато було об'єднано в новий муніципалітет Северак-д'Аверон.

## Демографія
Динаміка населення (INSEE ):
Розподіл населення за віком та статтю (2006):
| Стать | Всього | До 15 років | 15-24 | 25-44 | 45-64 | 65-85 | Понад 85 |
| --- | ------ | ----------- | ----- | ----- | ----- | ----- | -------- |
| Чоловіки | 136    | 24          | 8     | 24    | 52    | 20    | 8        |
| Жінки | 112    | 12          | 8     | 12    | 52    | 20    | 8        |
| \| Статево-вікова піраміда \| Статево-вікова піраміда \| Статево-вікова піраміда \| \| ----------------------- \| ----------------------- \| ----------------------- \| \| Чоловіки \| Вік \| Жінки \| \| 8 \| 85 + \| 8 \| \| 4 \| 80-84 \| 8 \| \| 0 \| 75-79 \| 0 \| \| 8 \| 70-74 \| 8 \| \| 8 \| 65-69 \| 4 \| \| 32 \| 60-64 \| 20 \| \| 16 \| 55-59 \| 16 \| \| 0 \| 50-54 \| 12 \| \| 4 \| 45-49 \| 4 \| \| 0 \| 40-44 \| 4 \| \| 8 \| 35-39 \| 8 \| \| 8 \| 30-34 \| 0 \| \| 8 \| 25-29 \| 0 \| \| 4 \| 20-24 \| 4 \| \| 4 \| 15-20 \| 4 \| \| 12 \| 10-14 \| 8 \| \| 8 \| 5-9 \| 4 \| \| 4 \| 0-4 \| 0 \| |        |             |       |       |       |       |          |
| Статево-вікова піраміда |        |             |       |       |       |       |          |
| Чоловіки | Вік    | Жінки       |       |       |       |       |          |
| 8 | 85 +   | 8           |       |       |       |       |          |
| 4 | 80-84  | 8           |       |       |       |       |          |
| 0 | 75-79  | 0           |       |       |       |       |          |
| 8 | 70-74  | 8           |       |       |       |       |          |
| 8 | 65-69  | 4           |       |       |       |       |          |
| 32 | 60-64  | 20          |       |       |       |       |          |
| 16 | 55-59  | 16          |       |       |       |       |          |
| 0 | 50-54  | 12          |       |       |       |       |          |
| 4 | 45-49  | 4           |       |       |       |       |          |
| 0 | 40-44  | 4           |       |       |       |       |          |
| 8 | 35-39  | 8           |       |       |       |       |          |
| 8 | 30-34  | 0           |       |       |       |       |          |
| 8 | 25-29  | 0           |       |       |       |       |          |
| 4 | 20-24  | 4           |       |       |       |       |          |
| 4 | 15-20  | 4           |       |       |       |       |          |
| 12 | 10-14  | 8           |       |       |       |       |          |
| 8 | 5-9    | 4           |       |       |       |       |          |
| 4 | 0-4    | 0           |       |       |       |       |          |

## Економіка
2010 року серед 147 осіб працездатного віку (15—64 років) 98 були активними, 49 — неактивними (показник активності 66,7%, у 1999 році було 73,6%). З 98 активних мешканців працювали 92 особи (53 чоловіки та 39 жінок), безробітними було 6 (3 чоловіки та 3 жінки). Серед 49 неактивних 9 осіб було учнями чи студентами, 29 — пенсіонерами, 11 були неактивними з інших причин.

У 2010 році у муніципалітеті числилось 103 оподатковані домогосподарства, у яких проживали 242,0 особи, медіана доходів виносила 16 471 євро на одного особоспоживача.